# 사우전드 제도 국립공원

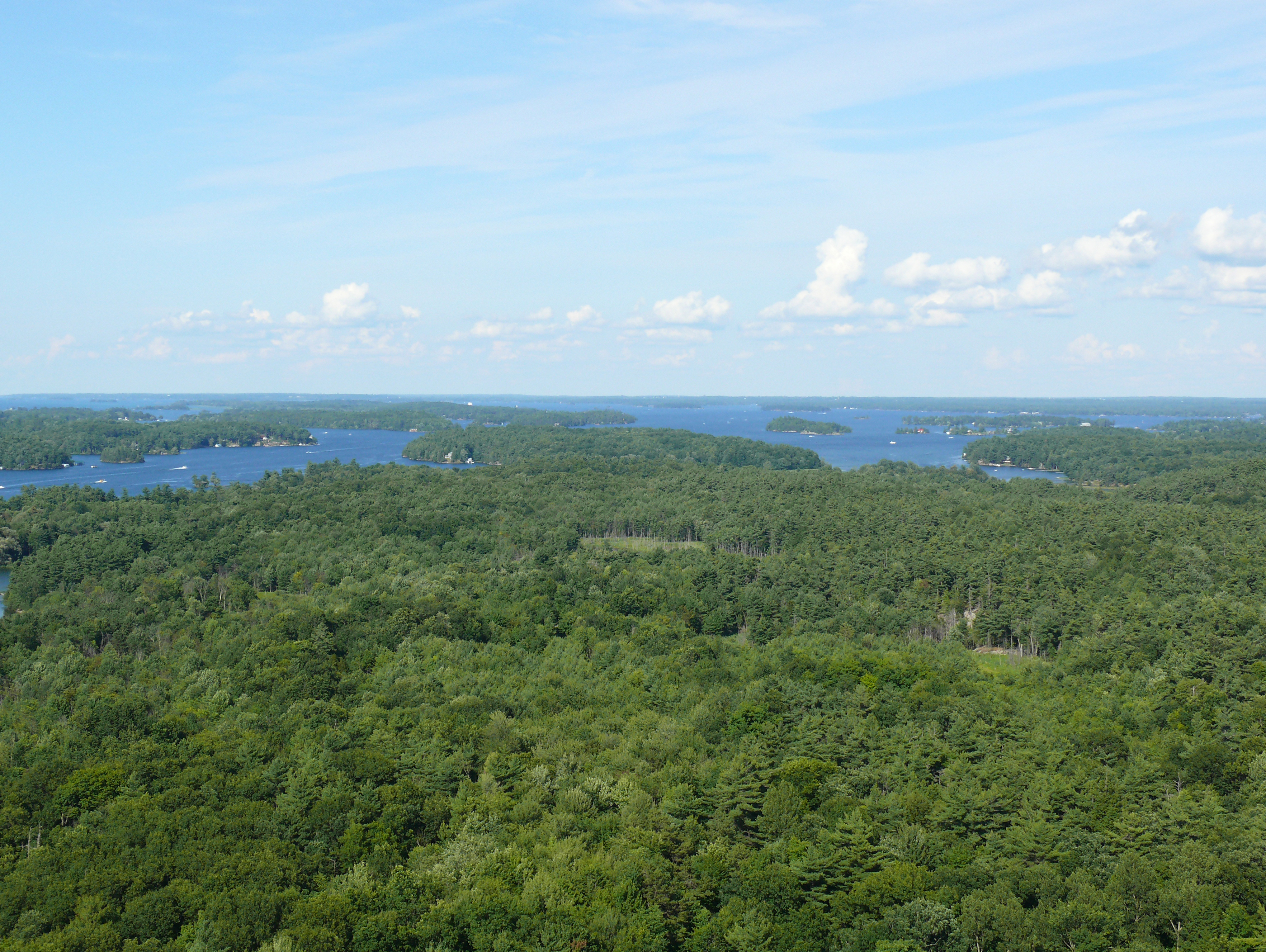

사우전드 제도 국립공원(Thousand Islands National Park)은 세인트로렌스강 사우전드 제도의 캐나다 측 섬 중 약 20개의 섬과 강 건너 육지의 일부로 이루어진 국립공원이다. 1904년 세인트로렌스 제도 국립공원(St. Lawrence Islands National Park)으로 지정되었고, 2013년 현재 이름으로 바뀌었다.